# Kring Føroyar
Kring Føroyar (dansk: Færøerne rundt, engelsk: Tour of Faroe Islands) er et årligt tilbagevendende cykelløb som køres hvert år i juli på Færøerne. Cykelløbet er for mænd og kvinder, for øvede og for unge og seniorer. Cykelløbet strækker sig over fire til fem dage, og strækningen for elitecyklister er på 400 til 500 km tilsammen. I 2015 er den samlede distance på 430 km og 5000 højdemeter for de øvede. Ruten er tilpasset, således at andre som ikke er på eliteniveau kan deltage, deres rute er på 230 km tilsammen og 2500 højdemeter. Den første udgave af "Kring Føroyar"-cykelløbet blev afholdt i 1996, men det var ikke et officielt løb. Kring Føroyar 1997 var det første officielle cykelløb og har været holdt en gang om året siden med undtagelse af 2013, hvor det blev aflyst.
Kring Føroyar har ændret sig siden starten i 1997, fra 2011 til 2013 blev cykelløbet ændret til 4 etaper over tre dage. I 2012 blev løbet afholdt fra 20. til 22. juli. Cykelløbets sidste dag ender altid i Færøernes hovedstad Tórshavn, hvor flere veje bliver lukket for biltrafik. I 2015 blev Kring Føroyar afholdt fra den 22. juli til den 26. juli.
Navnet har ændret sig gennem tiden på grund af skiftende sponsor. De første år var Statoil hovedsponsor, og cykelløbet kaldtes på færøsk Statoil Kring Føroyar. Da selskabet skiftede navn til Effo, skiftede løbet også navn til Effo Kring Føroyar. I 2014 kom en ny hovedsponsor på banen, en bilforhandler, som bl.a. forhandler Volvo-biler, og løbet har siden været kaldt Volvo Kring Føroyar.
Den færøske cykler Torkil Veyhe har vundet løbet seks gange, i 2009, 2010, 2012, 2014, 2015 og 2017.

## Vindere
| År   | Vinder                  | Andenplads           | Tredieplads           |
| ---- | ----------------------- | -------------------- | --------------------- |
| 1997 | Bogi Kristiansen        | Rógvi Johansen       | Gunnar Dahl Olsen     |
| 1998 | Bogi Kristiansen        | Gunnar Dahl Olsen    | Sverri M. Edvinsson   |
| 1999 | Rógvi Johansen          | Bogi Kristiansen     | Keld Petersen         |
| 2000 | Rógvi Johansen          | Jørgen Andersen      | Gunnar Dahl Olsen     |
| 2001 | Bogi Kristiansen        | Anders Michaelsen    | Gunnar Dahl Olsen     |
| 2002 | Karsten Ellerup         | Anders Rasmussen     | Leon Vibholm          |
| 2003 | Thomas Japp Hansen      | Ivan Kristensen      | Gunnar Dahl Olsen     |
| 2004 | Niels Jakob Thomsen     | Gunnar Dahl Olsen    | Niels Bay Petersen    |
| 2005 | Hafsteinn Ægir Geirsson | Gunnar Dahl Olsen    | Bogi Kristiansen      |
| 2006 | Hafsteinn Ægir Geirsson | Gunnar Dahl-Olsen    | Kári Brynjólfsson     |
| 2007 | Hafsteinn Ægir Geirsson | Torkil Veyhe         | Davíð Þór Sigurðsson  |
| 2008 | Hafsteinn Ægir Geirsson | Torkil Veyhe         | Guðmundur Joensen     |
| 2009 | Torkil Veyhe            | Guðmundur Joensen    | Árni Már Jónsson      |
| 2010 | Torkil Veyhe            | Kristian Gosvig      | Guðmundur Joensen     |
| 2011 | Kristian Gosvig         | Guðmundur Joensen    | Gunnar Dahl-Olsen     |
| 2012 | Torkil Veyhe            | Guðmundur Joensen    | Gunnar Dahl-Olsen     |
| 2013 | Aflyst                  | -                    | -                     |
| 2014 | Torkil Veyhe            | Helgi Winther Olsen  | Bjarke Vodder Nielsen |
| 2015 | Torkil Veyhe            | Guðmundur Joensen    | Bjarke Vodder Nielsen |
| 2016 | aflyst                  | -                    | -                     |
| 2017 | Torkil Veyhe            | Jan Hjaltalin Olsen  | Andrew MacLeod        |
| 2018 | Helgi Winther Olsen     | Dávur Magnussen      | Gunnar Dahl Olsen     |
| 2019 | aflyst                  | -                    | -                     |
| 2020 | Helgi Winther Olsen     | Jákup Petur Eliassen | Hilmar Hansen         |
| 2021 | Helgi Winther Olsen     | Jákup Petur Eliassen | Hilmar Hansen         |
| 2022 | Jákup Petur Eliassen    | Hilmar Hansen        | Gunnar Dahl Olsen     |